# Rio Creanga Mică
O Rio Creanga Mică é um rio da Romênia, afluente do Târnava Mare, localizado no distrito de Harghita.